# Pastinaca lutea
Pastinaca lutea är en flockblommig växtart som beskrevs av Jean-Emmanuel Gilibert. Pastinaca lutea ingår i släktet palsternackor, och familjen flockblommiga växter. Inga underarter finns listade i Catalogue of Life.